# Me cilin rri ti dashuri
Me cilin rri ti dashuri är en låt på albanska framförd av sångerskan Hersiana Matmuja. Me cilin rri ti dashuri skrevs av Agron Tufa med musik av Gent Myftaraj.
2010 ställde Hersiana Matmuja upp i Festivali i Këngës 49 med balladen. Hon deltog i den första semifinalen och framförde sitt bidrag som nummer 13 av 16 bidrag. Efter att juryn överlagt stod det klart att Matmujas bidrag var ett av 8 som tog sig vidare till finalen. I finalen tilldelades Matmuja 7 poäng av juryn vilket ledde till en 11:e plats av 18 finalister.